# سعيد الحسيني
سعيد الحسيني (1878-1945)، سياسي فلسطيني من القدس، كان أول وزير خارجية في سورية في الأيام الأخيرة من عهد الملك فيصل الأول.

## النشأة
ولد سعيد الحسيني في القدس، وهو سليل أسرة فلسطينية عريقة كان جده الأكبر حسن أفندي الحسيني مفتياً على المدينة في مطلع القرن التاسع عشر، أما والده أحمد راسم الحسيني، فقد عمل في التجارة وتوفي في القدس عام 1899. وكان سعيد الحسيني عديلاً لأبناء مرعي باشا الملاح، زعيم حلب وممثلها في المؤتمر السوري الأول، وكانت ابنته علوية الحسيني متزوجة من الأديب والمترجم الفلسطيني اسحاق موسى الحسيني.

## البدايات
درس الحسيني في مدرسة الأليانس اليهودية، ونظراً لتمكّنه من اللغة العبرية، عُين رئيساً لقسم مراجعة الصحف اليهودية في فلسطين. من هنا تعرف على كافة أبعاد المشروع الصهيوني، وقام بدارسته بشكل معمق، ليتمكن من محاربته بكل الطرق المتاحة، سياسياً واقتصادياً وفكرياً. وفي عام 1905، عُين سعيد الحسيني رئيساً لبلدية القدس، حيث عمل جاهداً على محاربة الهجرة اليهودية إلى فلسطين وعلى منع بيع الأراضي الزراعية للوكالة اليهودية.

## العمل السياسي في زمن العثمانيين
في أيلول 1908، انتُخب سعيد الحسيني نائباً عن القدس في مجلس المبعوثان، حيث قام بنقل معركته ضد الصهاينة إلى داخل المجلس التشريعي العثماني وطالب بسن قوانين تحمي الأراضي العربية وتمنع بيعها لأي غريب. جُددت ولايته في نيسان 1914 وعند اندلاع الثورة العربية الكبرى، تعاطف الحسيني مع قائدها الشريف حسين بن علي، ولكنه لم ينضم إلى صفوفها إلا في المراحل المتقدمة، أي قبل سقوط دمشق في يد الحلفاء في مطلع شهر تشرين الأول 1918.

## وزيراً للخارجية في سورية
توجه سعيد الحسيني إلى دمشق مع قوات الشريف حسين وبايع نجله الأمير فيصل بن الحسين حاكماً عربياً على سورية الكبرى. قرر الإقامة في دمشق، عاصمة الدولة العربية الجديدة، وانتخب نائباً عن القدس في المؤتمر السوري العام سنة 1919. كما شارك في الإعلان عن استقلال سورية من الحكم العثماني وفي تنصيب الأمير فيصل ملكاً على البلاد يوم 8 آذار 1920. في أول حكومة شكلت في العهد الجديد، يوم 9 أذار 1920، كُلف سعيد الحسيني بتأسيس وزارة الخارجية السورية في حكومة الفريق رضا الركابي، وبإقامة علاقات دبلوماسية مع دول العالم كافة، مع العِلم أن المملكة سورية في حينها لم يكن لديها أي سفارة أو قنصلية لا في العالم العربي ولا في الغرب.
رفضت فرنسا الاعتراف باستقلال سورية، كما رفضت استقبال أي مندوب من قبل الوزير الحسيني للتباحث في العلاقات الثنائية، وتبعتها بهذا الموقف كل دول أوروبا. لم يستمر سعيد الحسيني طويلاً في منصبه، فقد استقالت حكومة الركابي بعد أقل من شهرين في 3 أيار 1920، وعُين رئيس المؤتمر السوري هاشم الأتاسي رئيساً للوزراء، الذي قام بتعين الدكتور عبد الرحمن الشهبندر وزيراً للخارجية، خلفاً لسعيد الحسيني.
بعد سقوط العهد الفيصلي في سورية، إبان معركة ميسلون، عاد الحسيني إلى القدس واعتزل العمل السياسي، ظهوره الوحيد كان في المؤتمر الإسلامي الذي عُقد في القدس عام 1931، حيث كانت له مداخلة عن المسجد الأقصى.

## الوفاة
توفي سعيد الحسيني في القدس عن عمر ناهز 67 عاماً سنة 1945.  